# Eren Albayrak
Eren Albayrak   (Istanbul, 23 d'abril de 1991) és un futbolista turc.

## Selecció de Turquia
Va debutar amb la selecció de Turquia el 2015. Va disputar 1 partits amb la selecció de Turquia.

## Estadístiques
| Selecció de Turquia | Selecció de Turquia | Selecció de Turquia |
| Anys                | Partits             | Gols                |
| ------------------- | ------------------- | ------------------- |
| 2015                | 1                   | 0                   |
| Total               | 1                   | 0                   |